# می-بریت موزر
می-بریت موزر (نروژی: May-Britt Moser؛ زادهٔ ۴ ژانویهٔ ۱۹۶۳) یک عصب‌پژوه اهل نروژ است. اگرچه خانواده اش تحصیلات دانشگاهی نداشتند، مادر او همیشه آرزو داشت که دخترش پزشک شود. او به دانشگاه اسلو رفت و در رشته روانشناسی مشغول به تحصیل شد. در آنجا با ادوارد موزر که او را از زمان تحصیل در مدرسه می‌شناخت ازدواج کرد و با او در مطالعات دانشگاهیش نیز شریک شد. می-بریت علاقه زیادی به مطالعه بر روی رفتار موش‌ها در آزمایشگاه داشت و به دنبال راهی بود که بر روی مغز موشها نیز تحقیق کند. او در سال ۱۹۹۵ در رشته نوروفیزیولوژی دکترای خود را گرفت.
او و همسرش به دنبال یافتن جواب این سؤال بودند که چگونه انسان مسیریابی می‌کند؟ مطالعات آنها بر روی موشهایی بود که از هزار تو عبور می‌کردند و مغزشان در ان حالت بررسی می‌شد.
در سال ۲۰۰۵ این دو دانشمند موفق به کشف سلول‌های خاصی شدند. این سلول‌های موقعیت‌یاب به موشها کمک می‌کردند که نقشه ای را در ذهن خود ایجاد کنند تا بتوانند به محلی که غذا قرار دارد برسند.
در مغز ما هم چنین سلولهایی وجود دارد و هر بار که به جای جدیدی می‌رویم این سلولهای نقشه ای مانند جی پی اس را در مغز ما ایجاد می‌کنند.
می-بریت به همراه شوهرش ادوارد موزر و جان اوکیف به خاطر «کشف سلول‌های سامانه موقعیت‌یابی در مغز انسان» به‌طور مشترک برنده جایزه نوبل فیزیولوژی و پزشکی سال ۲۰۱۴ شدند.
می-بریت همچنان به مطالعه مغز انسان و کشف رموز آن ادامه می‌دهد.